# Kaidii
Kaidii är en klan i Liberia.   Den ligger i regionen Grand Cape Mount County, i den västra delen av landet, 60 km nordväst om huvudstaden Monrovia.